# Noël del Bello

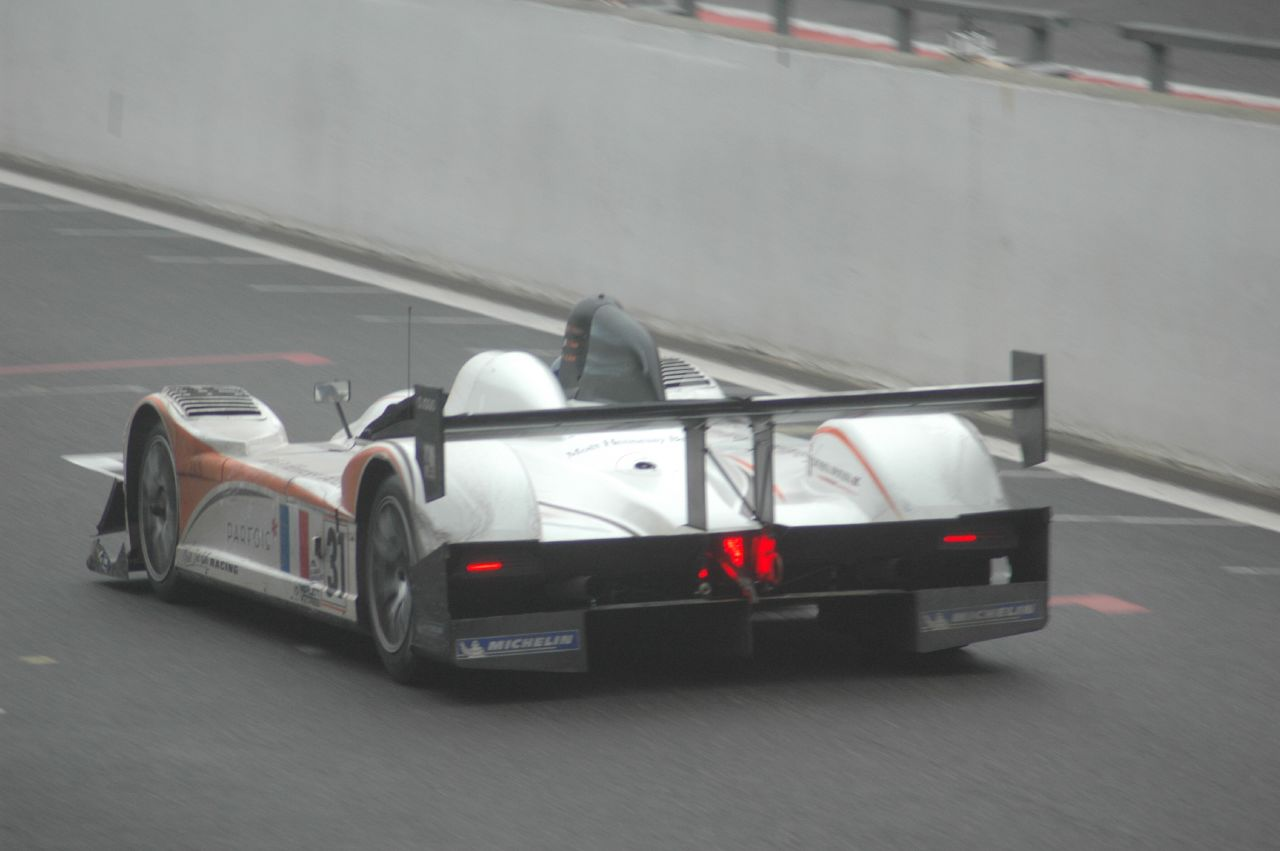
Der del-Bello-Courage C65 beim 1000-km-Rennen von Spa-Francorchamps 2005

Noël del Bello (* 25. Dezember 1942 in Nantua; † 13. April 2024) war ein französischer Automobilrennfahrer und Rennstallbesitzer.

## Karriere als Rennfahrer
Noël del Bello begann seine Karriere in den 1960er-Jahren bei kleinen Rennveranstaltungen für GT-Fahrzeuge in Frankreich. Sein erstes großes internationales Rennen war das 6-Stunden-Rennen von Dijon 1979, ein Wertungslauf der Sportwagen-Weltmeisterschaft dieses Jahres. Del Bello fuhr gemeinsam mit Bernard Verdier einen Chevron B36 und fiel nach einem 13. Startplatz (von 27 Startern) im Rennen aus.
Im selben Jahr gab er sein Debüt beim 24-Stunden-Rennen von Le Mans; dieses Rennen beendete er an der 22. Stelle der Gesamtwertung. Sein bestes Ergebnis in Le Mans erzielte er 1986 mit Rang 17. Sein erfolgreichstes Rennen in der Sportwagen-Weltmeisterschaft war das 1000-km-Rennen von Dijon 1980, das er als Fünfter beendete. Del Bello war als Fahrer bis 1991 aktiv, dann konzentrierte er sich ganz auf seine Arbeit als Rennstallbesitzer.

## Rennstallbesitzer
Noël del Bello gründete in den 1980er-Jahren ein Rennteam – Noël del Bello Racing –, das bis in die 2010er-Jahre Rennfahrzeuge bei GT- und Sportwagenrennen meldete. Unter anderem kamen ein Sauber C8, ein Reynard 2KQ, GT-Porsche und Rennfahrzeuge von Yves Courage zum Einsatz.
Del Bello starb im April 2024 im Alter von 81 Jahren.

## Statistik

### Le-Mans-Ergebnisse
| Jahr | Team                      | Fahrzeug      | Teamkollege         | Teamkollege          | Platzierung | Ausfallgrund    |
| ---- | ------------------------- | ------------- | ------------------- | -------------------- | ----------- | --------------- |
| 1979 | Racing Organisation Corse | Chevron B36   | Bernard Verdier     | Albert Dufréne       | Rang 22     |                 |
| 1983 | Hubert Striebig           | Sthemo SM01   | Hubert Striebig     | Jacques Heuclin      | Ausfall     | Motorschaden    |
| 1984 | Hubert Striebig           | Sthemo SMC2   | Hubert Striebig     | Jacques Heuclin      | Ausfall     | Getriebeschaden |
| 1985 | Ecurie Blanchet Locatop   | Rondeau M379  | Hubert Striebig     | Michel Dubois        | Ausfall     | Aufhängung      |
| 1986 | Lucien Rossiaud           | Rondeau M379C | Lucien Rossiaud     | Bruno Sotty          | Rang 17     |                 |
| 1988 | Noël del Bello Racing     | Sauber C8     | Bernard de Dryver   | Bernard Santal       | Ausfall     | Motorschaden    |
| 1989 | Porto Kaleo Team          | Tiga GC289    | Jean-Claude Justice | Jean-Claude Ferrarin | Ausfall     | Motorschaden    |

### Einzelergebnisse in der Sportwagen-Weltmeisterschaft
| Saison | Team                | Rennwagen    | 1   | 2   | 3   | 4   | 5   | 6   | 7   | 8   | 9   | 10  | 11  | 12  | 13  | 14  | 15  | 16  | 17  |
| ------ | ------------------- | ------------ | --- | --- | --- | --- | --- | --- | --- | --- | --- | --- | --- | --- | --- | --- | --- | --- | --- |
| 1979   | Racing Organisation | Chevron B36  | DAY | SEB | MUG | TAL | DIJ | RIV | SIL | NÜR | LEM | PER | DAY | WAT | SPA | BRH | ROA | VAL | ELS |
| 1979   | Racing Organisation | Chevron B36  |     |     |     |     | DNF |     |     |     | 22  |     |     |     |     |     |     |     |     |
| 1980   | Société ROC         | Lola T298    | DAY | BRH | SEB | MUG | MON | RIV | SIL | NÜR | LEM | DAY | WAT | SPA | MOS | ROA | VAL | DIJ |     |
| 1980   | Société ROC         | Lola T298    |     |     |     |     |     |     |     |     |     |     |     |     | 5   |     |     |     |     |
| 1983   | Hubert Striebig     | Sthemo SM01  | MON | SIL | NÜR | LEM | SPA | FUJ | KYA |     |     |     |     |     |     |     |     |     |     |
| 1983   | Hubert Striebig     | Sthemo SM01  | DNF |     |     |     |     |     |     |     |     |     |     |     |     |     |     |     |     |
| 1984   | Hubert Striebig     | Sthemo SMC2  | MON | SIL | LEM | NÜR | BRH | MOS | SPA | IMO | FUJ | KYA | SAN |     |     |     |     |     |     |
| 1984   | Hubert Striebig     | Sthemo SMC2  |     |     | DNF | DNF |     |     |     |     |     |     |     |     |     |     |     |     |     |
| 1985   | Ecurie Blanchet     | Rondeau M379 | MUG | MON | SIL | LEM | HOK | MOS | SPA | BRH | FUJ | SEL |     |     |     |     |     |     |     |
| 1985   | Ecurie Blanchet     | Rondeau M379 |     |     |     | DNF | DNF |     |     |     |     |     |     |     |     |     |     |     |     |
| 1986   | Lucien Rossiaud     | Rondeau M379 | MON | SIL | LEM | NÜN | BRH | JER | NÜR | SPA | FUJ |     |     |     |     |     |     |     |     |
| 1986   | Lucien Rossiaud     | Rondeau M379 |     |     | 17  |     | DNF |     |     | 20  |     |     |     |     |     |     |     |     |     |
| 1987   | Noël del Bello      | Sauber C8    | JAR | JER | MON | SIL | LEM | NÜN | BRH | NÜR | SPA | FUJ |     |     |     |     |     |     |     |
| 1987   | Noël del Bello      | Sauber C8    |     |     |     |     | DNF |     |     |     |     |     |     |     |     |     |     |     |     |
| 1988   | del Bello Racing    | Sauber C8    | JER | JAR | MON | SIL | LEM | BRÜ | BRH | NÜR | SPA | FUJ | SAN |     |     |     |     |     |     |
| 1988   | del Bello Racing    | Sauber C8    |     |     |     | DNF | DNF |     | DNF |     |     |     |     |     |     |     |     |     |     |